# Александру Пъдеану
Александру Пъдеану (на румънски: Alexandru Pădeanu) e румънски дипломат, първи румънски консул в Битоля, Янина и Русе.

## Биография
Пъдеану е роден в 1858 година. От 1 април 1890 година работи като преводач от турски език в румънското Министерство на външните работи. От февруари 1897 до септември 1900 година е румънски вицеконсул, а от април 1901 до март 1904 година - консул в Битоля. 
Като консул информира редовно висшестоящите си за положението в Македония. В свой доклад от 5 юли 1903 г., адресиран до пълномощния министър на Румъния в Цариград, Александру Емануел Лаховари, Пъдеану го информира, че в Битолския вилает съществуват два вида българи: „а) българи, напоени повече или по-малко с национални чувства и които от религиозна гледна точка признават духовното върховенство на Българската екзархия в Константинопол и б) българи, които се представят като гърци, или по-точно казано които признават религиозното водачество на гръцкия патриарх във Фенер. Българите екзархисти са най-многобройни (80%). Почти е сигурно, че с времето много от патриаршистите ще се слеят с техните братя екзархисти.“ По време на Илинденското въстание пише, че поради терора на башибозука арумъните от Янковец, Ресен, Гопеш, Магарево, Търново и Крушево доброволно се присъединяват към „българските бандити“.
През 1904 година е преместен като консул в Янина. От 1 април 1912 до 31 март 1916 година, когато се пенсионира, е генерален консул на Румъния в Русе. 
През 1936 година съпругата му дарява личния му архивен фонд, съхраняван в Националната библиотека на Румъния.